# Instituto Antártico Chileno

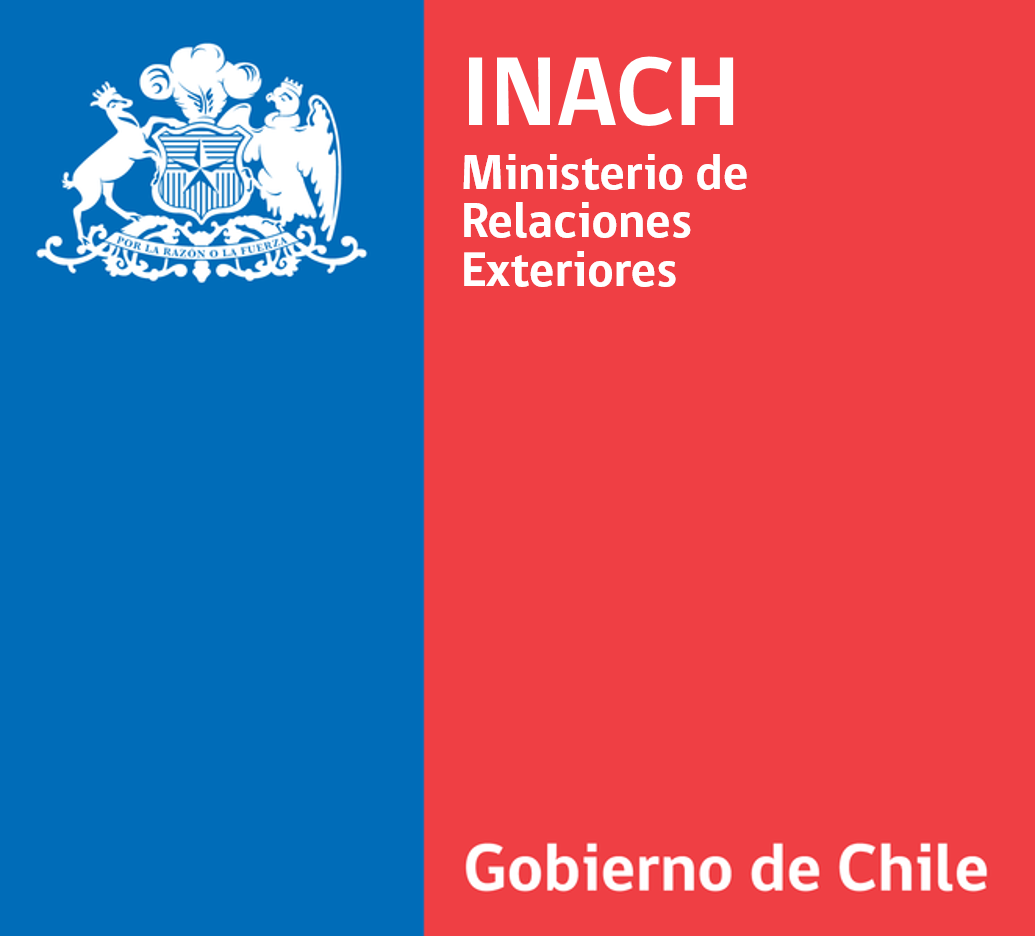

L'Instituto Antártico Chileno (INACH) è un organismo tecnico dipendente dal Ministero degli Affari Esteri del Cile, responsabile del Programma nazionale antartico cileno (Programa Nacional de Ciencia Antártica - PROCIEN), nell'ambito del Trattato Antartico.

## Stazioni di ricerca

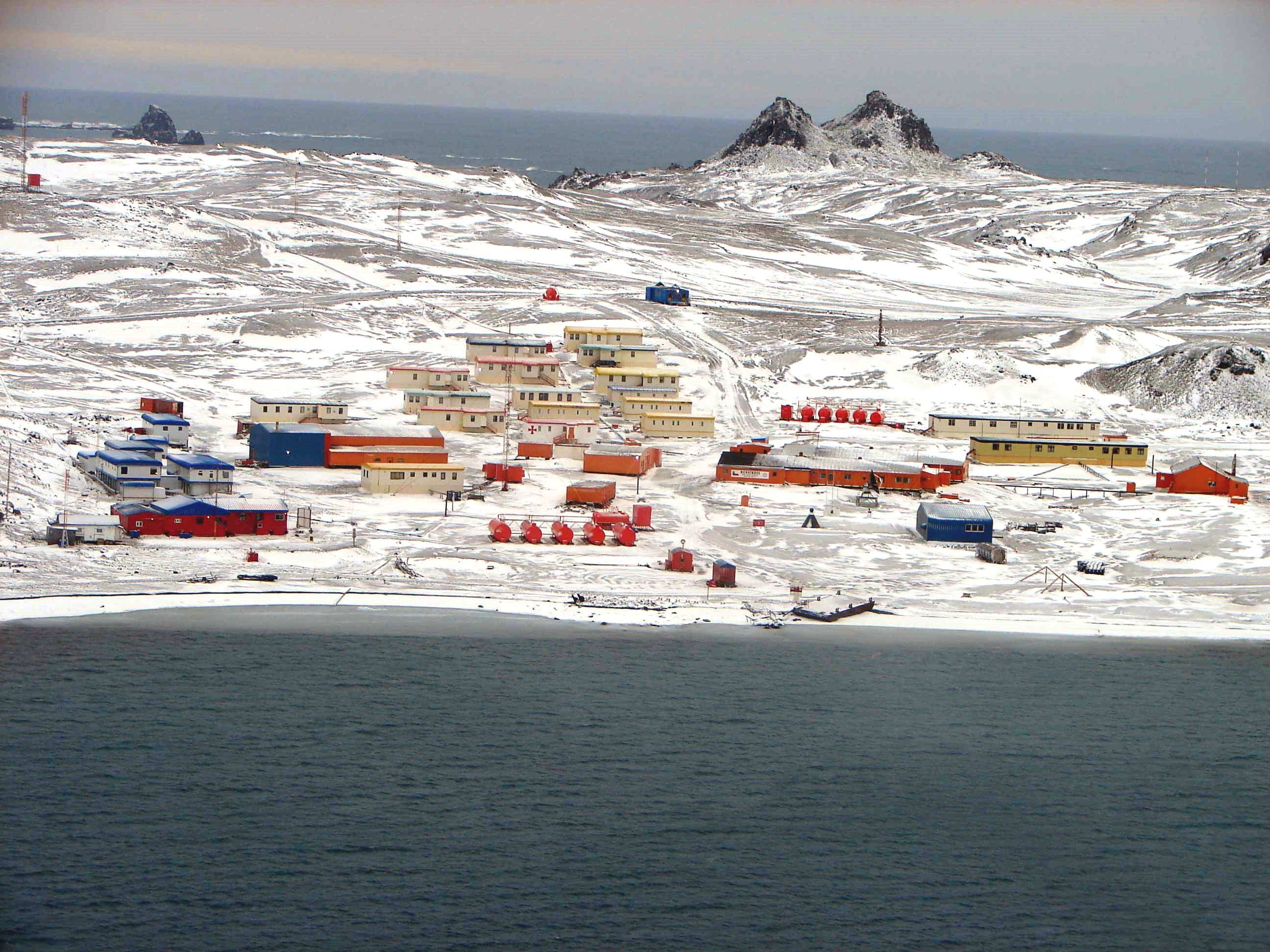
Base Frei

L'INACH è presente in Antartide con 9 stazioni di ricerca:
- Base Frei, base permanente localizzata nella penisola Fildes nella zona occidentale dell'Isola di re Giorgio (Shetland Meridionali).
- Base O'Higgins, base permanente situata all'estremità settentrionale della penisola antartica
- Base professor Julio Escudero, base permanente localizzata nella penisola Fildes, Isola di re Giorgio (Shetland Meridionali).
- Base Villaroel, base estiva sull'isola Adelaide
- Base Dr. Guillermo Mann, base estiva situata a Capo Shirreff, Isola Livingston (Shetland Meridionali).
- Base Gabriel González Videla, base estiva situata sulla costa dello stretto di Gerlache, Costa di Danco (Penisola antartica)
- Base Prat, base estiva sull'isola Greenwich (Shetland meridionali).
- Base Luis Risopatrón,  base estiva sull'isola Robert (Shetland meridionali)
- Base Yelcho, base estiva sulla riva della South Bay sull'isola Doumer

## Trasporti
Per i trasporti del personale e dei materiali l'INACH si avvale del supporto logistico dell'Ejército de Chile, della Armada de Chile e della Fuerza Aérea de Chile. Alcuni servizi vengono inoltre gestiti da imprese private, come il Gruppo DAP e Antartica XXI.

### Navi
- Lancia RS “Karpuj” - nave da ricerca oceanografica in dotazione all'INACH[6]
- Nave AP-41 “Aquiles” - nave da trasporto dell'Armada de Chile[7]
- Nave “Betanzos” - nave antartica del gruppo DAP[8]

### Aeromobili
- Hercules C-130 - aereo da trasporto della Fuerza Aérea de Chile
- Elicotteri BO 105, AS 350 (DAP)[9]